# Łowoszów
Łowoszów is een plaats in het Poolse district  Oleski, woiwodschap Opole. De plaats maakt deel uit van de gemeente Olesno en telt 545 inwoners.

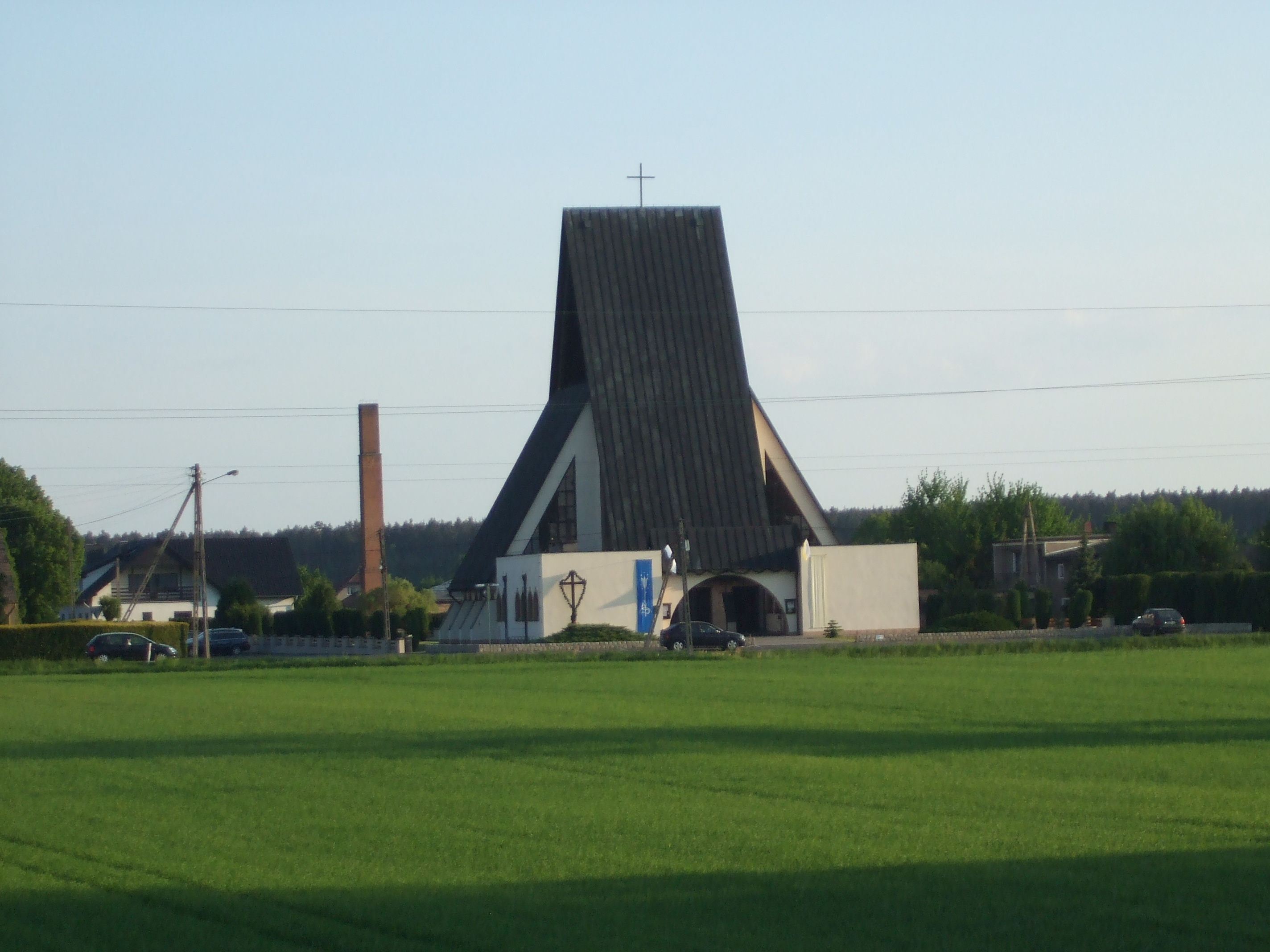